# 胞吐作用

神经细胞A到神经细胞B的传递过程
1. 线粒体
2. 包含神经递质的突触小泡
3. 自身受体
4. 突触间的血清素
5. 神经递质激活的后突触
6. 钙通道
7. 胞吐作用
8. 神经递质

胞吐作用（Exocytosis）是指细胞内的大分子物质通过囊泡与细胞质膜 融合的过程，在融合蛋白的帮助下被释放到细胞外基质。它可以看作是细胞胞吞作用的反向作用。胞吐作用可以自发进行，也可以受其它信号触发。

## 歷史
1963由克里斯汀·德·迪夫提出

## 类型
在多细胞生物体中，有两种类型的胞吐作用：
- 信号触发的非自主型；
- 不受信号触发的自主型。

例如，神经突触结合的过程中，钙离子（Ca2+）触发的机制起到信号交互作用。